# 丁文渊
丁文渊（1889年（或1897年）6月21日—1957年12月29日），字月波，男，江苏泰兴人，中华民国外交官、政治人物。

## 生平
1920年丁文渊毕业于同济医学院。1923年留学德国，获法兰克福大学医学博士学位。1934年回国后任国民政府行政院参议、考试院参事。陈介大使出使德国时，他被派往德国，任法兰克福大学中国学院副院长、中国驻德国大使馆参赞（1936-1938年）。回国后，1942年抗战期间在四川李庄任同济大学校长。在任时，其治校作风引发学生与教授的不满，于1944年离任。战后任外交部专门委员。1949年到香港，1952年患直腸癌經手術割治；1957年12月29日晚上7時45分因心臟病發在香港去世，於同年12月31日下午萬國殯儀館舉行公祭，蔣中正並致唁電，後遺體遵其遺願贈予香港大學作解剖教學之用。

## 家庭
哥哥丁文江为地质学家。